# Agapanthia kirbyi
Agapanthia kirbyi је врста инсекта из реда тврдокрилаца (Coleoptera) и породице стрижибуба (Cerambycidae). Сврстана је у подпородицу Lamiinae.

## Распрострањеност и станиште
Врста је распрострањена на подручју јужне и југоисточне Европе, Мађарске, Словачке, Кавказа, Русије и Мале Азије. У Србији се среће спорадично, најчешће у централним и јужним деловима на топлим шумским чистинама (где има дивизме можемо очекивати и ову врсту).

## Опис
Највећа је врста из рода Agapanthia  у Србији. Тело је широко и крупно, покрилца светлосмеђе до жуте боје, рамена наглашенија. Чело, бочни део главе, пронотум и скутелум покривени су густим жућкастим томентом. Антене су од трећег чланка жуте са црним врхом, трећи чланак са унутрашње стране на врху са израженим, а четврти и пети чланак су са мање израженим чуперком црних длака. Дужина тела од 14 до 28 mm.

## Биологија
Животни циклус траје годину дана, ларве се развијају у стабљикама биљке домаћина, а адулти се срећу на стабљикама и лишћу. Agapanthia kirbyi се храни искључиво дивизмом (Verbascum spp.). Одрасле јединке се срећу од априла до јула.

## Статус заштите
Врста је заштићена на подручју Србије - налази се на Прилогу II Правилника о проглашењу и заштити строго заштићених и заштићених дивљих врста биљака, животиња и гљива.

## Галерија
- одрасла јединка
- парење
- дивизма - биљка домаћин врсте Agapanthia kirbyi
- одрасла јединка

## Синоними
- Saperda kirbyi Gyllenhal, 1817
- Agapanthia (Epoptes) kirbyi (Gyllenhal, 1817)
- Synthapsia kirbyi (Gyllenhal) Pesarini & Sabbadini, 2004
- Agapanthia latipennis Mulsant, 1863
- Agapanthia zawadskyi Fairmaire, 1866